# Tasuku Hiraoka
Tasuku Hiraoka (født 23. februar 1996) er en japansk fodboldspiller.
Han har spillet for flere forskellige klubber i sin karriere, herunder FC Tokyo.